# San Diego Chargers 1961
La stagione 1961 dei San Diego Chargers è stata la seconda della franchigia nell'American Football League. Fu la prima stagione a San Diego dopo l'addio a Los Angeles, dove la squadra sarebbe tornata nel 2017.
I Chargers vinsero le prime 11 gare e si assicurarono il titolo di division a metà novembre. Persero la forma nel mese di dicembre, vincendo solo una delle ultime tre gare, terminando con un bilancio di 12-2, sei gare avanti a Dallas che si piazzò al secondo posto. Come la stagione precedente, l'annata dei Chargers si concluse con una sconfitta contro gli Houston Oilers in finale, questa volta per 10–3 al Balboa Stadium di San Diego.
La difesa di San Diego ebbe una stagione storica, stabilendo i record AFL/NFL per maggior numero di palloni rubati agli avversari (66), maggior numero di intercetti (49) e maggior numero di intercetti ritornati in touchdown (9). Al 2022 tutti questi primati resistono ancora. I defensive back Charlie McNeil, Bob Zeman e Dick Harris furono i maggiori contributori al record di intercetti, con 24 tra loro tre.
Nel ruolo di linebacker, il debuttante Chuck Allen fu premiato come rookie dell'anno malgrado l'essersi rotto la caviglia a metà novembre e avere perso il resto della stagione. Il quarterback Jack Kemp fu votato miglior giocatore della squadra dopo avere passato oltre 2.600 yard. Dave Kocourek ricevette oltre 1.000 yard. Kemp, tuttavia, faticò con gli intercetti nella seconda parte della stagione e ne subì 4 in finale.

## Roster
| Roster dei San Diego Chargers nel 1961 |
| --- |
| Quarterback - 15 Jack Kemp QB - 17 Hunter Enis QB Running Back - 22 Keith Lincoln FB - 23 Paul Lowe HB - 26 Bo Roberson HB - 41 Charlie Flowers FB Wide Receiver - 24 Luther Hayes E - 46 Bob Scarpitto FL - 83 Dave Kocourek FL - 88 Don Norton E Tight End - 67 Jacque MacKinnon TE - 87 Howard Clark TE Offensive Linemen - 52 Don Rogers C - 61 Ernie Barnes G-T - 68 Orlando Ferrante G - 70 Sherman Plunkett T - 74 Ron Mix T - 75 Ernie Wright T Defensive Linemen - 76 Henry Schmidt DT-DE - 77 Ernie Ladd DT - 79 Bill Hudson DT - 80 Ron Nery DE - 86 Earl Faison DE Linebacker - 53 Bob Laraba LB - 56 Emil Karas LB - 81 Maury Schleicher LB - 84 Paul Maguire LB-P Defensive Back - 25 Claude "Hoot" Gibson CB - 27 Charlie McNeil S - 34 Bob Zeman S - 36 Dick Harris CB - 47 Bud Whitehead DB Special Team - 39 George Blair DB-K |
| Legenda - I rookie sono in corsivo. - Il primo ruolo è il principale mentre gli eventuali successivi indicano i ruoli secondari. - (IR) sta per Injured Reserve ed indica la lista ristretta per un solo giocatore infortunato che può tornare ad allenarsi dopo la settimana 6 e a rientrare in prima squadra dopo che questa ha giocato 8 partite. - (NF-Inj.) / (NF-Ill.) stanno rispettivamente per Non-Football Injured e Non-Football Illness ed indicano le liste dove viene inserito un giocatore che ha un infortunio o una malattia non dipendente dal football americano. - (PUP) sta per Physically Unable to Perform ed indica la lista dove viene inserito un giocatore mentre è in attesa di recuperare la condizione fisica. Nella stagione regolare dopo la sesta partita giocata dalla propria squadra, il giocatore ha tempo tre settimane per riprendere ad allenarsi, più tre settimane aggiuntive dal suo rientro agli allenamenti per rientrare in prima squadra. |

## Calendario

### Stagione regolare
| Stagione regolare |                    |                    |                    |                    |                         |                    |
| Turno             | Data               | Avversario         | Risultato          | Record             | Stadio                  | Pubblico           |
| 1                 | 10 settembre       | at Dallas Texans   | V 26–10            | 1–0                | Cotton Bowl             | 24,500             |
| 2                 | 17 settembre       | Oakland Raiders    | V 44–0             | 2–0                | Balboa Stadium          | 20,216             |
| 3                 | 24 settembre       | Houston Oilers     | V 34–24            | 3–0                | Balboa Stadium          | 29,210             |
| 4                 | 30 settembre       | at Buffalo Bills   | V 19–11            | 4–0                | War Memorial Stadium    | 20,742             |
| 5                 | 7 ottobre          | at Boston Patriots | V 38–27            | 5–0                | Boston University Field | 17,748             |
| 6                 | 15 ottobre         | at New York Titans | V 25–10            | 6–0                | Polo Grounds            | 25,136             |
| 7                 | 22 ottobre         | at Oakland Raiders | V 41–10            | 7–0                | Candlestick Park        | 12,014             |
| 8                 | 29 ottobre         | Denver Broncos     | V 37–0             | 8–0                | Balboa Stadium          | 32,584             |
| 9                 | 5 novembre         | New York Titans    | V 48–13            | 9–0                | Balboa Stadium          | 33,391             |
| 10                | 12 novembre        | at Denver Broncos  | V 19–16            | 10–0               | Bears Stadium           | 7,859              |
| 11                | 19 novembre        | Dallas Texans      | V 24–14            | 11–0               | Balboa Stadium          | 33,788             |
| 12                | Settimana di pausa | Settimana di pausa | Settimana di pausa | Settimana di pausa | Settimana di pausa      | Settimana di pausa |
| 13                | 3 dicembre         | at Houston Oilers  | S 13–33            | 11–1               | Jeppesen Stadium        | 37,845             |
| 14                | 10 dicembre        | Buffalo Bills      | V 28–10            | 12–1               | Balboa Stadium          | 24,486             |
| 15                | 17 dicembre        | Boston Patriots    | S 0–41             | 12–2               | Balboa Stadium          | 21,339             |

Nota: gli avversari della propria division sono in grassetto.

### Playoff
| Playoff |             |                |           |                |          |
| Turno   | Data        | Avversario     | Risultato | Stadio         | Pubblico |
| Finale  | 24 dicembre | Houston Oilers | S 3–10    | Balboa Stadium | 29.556   |